# Hoandehdhoo
Hoandehdhoo är en ö i Huvadhuatollen i Maldiverna.  Den ligger i administrativa atollen Gaafu Dhaalu atoll, i den södra delen av landet, 420 km söder om huvudstaden Malé. Ön har vägförbindelse till grannön Madeveli.